# 関森勝夫
関森 勝夫（せきもり かつお、1937年12月14日 - ）は、日本の俳人、文学者（日本文学）。静岡県立大学名誉教授。
静岡女子大学文学部教授、静岡県立大学国際関係学部教授、静岡県立大学国際関係学部学部長、浜松学院大学短期大学部幼児教育科教授などを歴任した。

## 来歴

### 生い立ち
1937年、神奈川県横浜市にて生まれた。早稲田大学の大学院に進学し、文学研究科の日本文学専攻にて学んだ。1966年に早稲田大学の大学院を修了する。

### 俳人として
大野林火に師事し、俳句の創作を続ける。また、俳句雑誌である『蜻蛉』の主宰を務めている。
俳句の創作だけでなく、俳句の研究や評論にも取り組んでおり、教育機関で教鞭も執った。1979年4月、静岡女子大学の文学部に着任した。その後、静岡女子大学は静岡薬科大学や静岡女子短期大学と統合され、1987年に新たに静岡県立大学が設置された。それにともない、静岡県立大学においても、国際関係学部の教授に就任した。静岡県立大学の大学院においても、国際関係学研究科の教授を兼務した。また、静岡県立大学では、教学分野だけでなく管理運営分野でも尽力し、国際関係学部の評議員や学生部の部長などを務めた。1999年11月に実施された静岡県立大学国際関係学部学部長選挙にて当選し、2000年1月1日から2001年12月31日まで学部長を務めた。学部長として在任中には「公立大として初めて創始された本学部であり、これ迄に高評価を得て来たところであるが、15年経過したことで正しく検証し、改めるべき所は思い切って改め、積極的に改善策や新しい編成を創出することで、更なる発展をめざすべき時機だ」と主張し、国立大学の法人化などの動向も踏まえ、学部将来構想委員会を発足させるとともに、その将来構想を諮問した。2003年3月、静岡県立大学を退職した。同年、静岡県立大学から名誉教授の称号が授与された。
その後、浜松学院大学短期大学部の幼児教育科にて教授を務めたが、2008年3月に退職した。なお、それ以降も、浜松学院大学や静岡産業大学といった教育機関などで、俳句の講演などを行うこともある。

## 作風・研究
俳句の創作においては、俳人協会による各賞にも入選しており、「平成22年俳人協会カレンダー」、「平成23年俳人協会カレンダー」、「平成23年俳句カレンダー」、「平成25年俳人協会カレンダー」、「平成26年俳人協会カレンダー」にその作品が掲載されている。また、俳句の研究や評論においては、松尾芭蕉、内藤丈草といった近世の俳人から水原秋桜子や大野林火といった近現代の俳人まで、幅広く取り上げて研究を行った。これらの研究や評論により、静岡市学術芸術奨励賞を受賞している。
学術団体としては、俳文学会、日本近世文学会などに所属した。また、日本文藝家協会の会員でもある。俳人協会では、幹事、評論賞選考委員、紀要委員などを務めた。国際俳句交流協会においては、評議員を務めた。

## 人物
俳句の創作については「俳句は人の真似をしてもいいものが作れない」と指摘しており、「自分を表現するという気持ちを持つことで、楽しさを見出し、いい作品が出来る」と述べている。
なお、俳人の村越化石も、関森と同じく大野林火に師事したことから、村越と関森は兄弟弟子の関係である。

## 略歴
- 1937年 - 神奈川県横浜市にて誕生。
- 1966年 - 早稲田大学大学院文学研究科修了。
- 2000年 - 静岡県立大学国際関係学部学部長。
- 2003年 - 静岡県立大学名誉教授。

## 賞歴
- 1990年 - 静岡市学術芸術奨励賞。

## 著作

### 単著
- 『鷹の眼――句集』浜発行所、1976年。
- 『詳解枕草子』みずうみ書房、1977年。
- 『難解季語辞典』東京堂書店、1982年。
- 『四季の俳句――古今鑑賞歳時記』桜楓社、1985年。ISBN 4273020300
- 『親近――句集』角川書店、1987年。ISBN 4048712489
- 『関森勝夫集』俳人協会、1990年。
- 『文人たちの句境――漱石・竜之介から万太郎まで』中央公論社、1991年。ISBN 4121010434
- 『近江蕉門俳句の鑑賞』東京堂書店、1993年。ISBN 4490202210
- 『静岡県俳句紀行』静岡新聞社、1994年。ISBN 4783803048
- 『関森勝夫集』続編、俳人協会、1999年。
- 『羽衣――関森勝夫句集』毎日新聞社、2000年。ISBN 4620904910
  - 湯薇薇訳『漢訳関森勝夫俳句集』蜻蛉発行所、2003年。
- 『四季のはな――俳句随想』静岡新聞社、2004年。ISBN 4783803218
- 『志太――句集』富士見書房、2006年。ISBN 4829176199
- 『時季のたまもの――季語35を解く』本阿弥書店、2008年。ISBN 9784776804550
- 『天年――句集』東京四季出版、2011年。ISBN 9784812905852

### 共著
- 陸堅共著『日本俳句与中国詩歌――関於松尾芭蕉文学比較研究』杭州大学出版社、1996年。ISBN 7810356852

### 編纂
- 武田修一共編著『異文化領域への架橋』北樹出版、1989年。ISBN 489384086X

### 監修
- 監修『蜻蛉集――蜻蛉十五周年記念合同句集』蜻蛉句会、2000年。
- 監修『蜻蛉集――蜻蛉二十五周年記念合同句集』蜻蛉句会、2010年。

### 校訂
- 陸堅著、謝宜鵬訳、校訂『景語小論』蜻蛉句会、1992年。

## 関連人物
- 大野林火
- 武田修一
- 内藤丈草
- 松尾芭蕉
- 水原秋桜子
- 村越化石